# Julien Loubet
Julien Loubet (født 11. januar 1985) er en fransk tidligere professionel cykelrytter.